# Thea Hochleitner
Thea Hochleitner, född 10 juli 1925 i  Bad Gastein, död 11 maj 2012 i Kufstein, var en österrikisk alpin skidåkare.
Hochleitner blev olympisk bronsmedaljör i storslalom vid vinterspelen 1956 i Cortina.